# ブライアン・L・ワイス
ブライアン・レスリー・ワイス（Brian Leslie Weiss、1944年11月6日 - ）は、アメリカ合衆国の精神科医。催眠療法による過去世回帰についての著作を著している。

## 来歴
1966年にコロンビア大学を卒業した後、1970年にイェール大学医学部を卒業した。1971年にニューヨーク大学医療センターで内科のインターンを修了し、1973年にイェール大学医学部にて精神科のレジデントを修了した。1980年代後半にはマイアミのマウントサイナイ病院の精神科部長となっている。

## 前世療法
ワイスによれば、1980年に彼の患者の“キャサリン”が、催眠状態下で前世の経験について話し始めた。当時、ワイスは輪廻転生を信じていなかったが、キャサリンの物語の要素を公的記録で確認した後、人間の人格の一部が死後も存続することを確信するようになった。彼女はまた、“マスター”と呼ばれる非物質的な存在からのメッセージも話し始めた。彼の父親と死んだ息子についてのメッセージが彼の懐疑心を払拭した。ワイスは1980年以来、4,000人以上の患者を退行させたと主張している。
ワイスは多くの恐怖症や病気が前世の経験に根ざしており、患者がそれを認めることが治療効果をもたらす可能性があると主張し、前世療法を治療法として提唱している。また、キャサリンの最初の過去世回帰が偶然に起こった事と同様、催眠療法の過程で意図せず自然に患者が過去世回帰に至るケースが3～5%程度あるのではないかと推定している。

## 活動
フロリダ州マイアミに居住し、前世療法に関するセミナーやワークショップを開催している。現在は個人の患者の診察は行っていない。
娘のエイミー・E・ワイスは、彼の2012年の著書『奇跡が起こる前世療法』の共著者である。

## 著作
著書の邦訳は、山川紘矢と山川亜希子の共訳による。
- 前世療法：米国精神科医が体験した輪廻転世の神秘 (1991年) PHP研究所 ISBN 978-4569533018

前世療法：米国精神科医が体験した輪廻転世の神秘 (1996年、文庫判) ISBN 978-4569569321
Many Lives, Many Masters: The True Story of a Prominent Psychiatrist, His Young Patient, and the Past-Life Therapy That Changed Both Their Lives (1988)
- 前世療法 2：米国精神科医が挑んだ、時を越えたいやし (1993年) PHP研究所 ISBN 978-4569540580

前世療法 2：米国精神科医が挑んだ、時を越えたいやし (1997年、文庫判) ISBN 978-4569570013
Through Time into Healing: Discovering the Power of Regression Therapy to Erase Trauma and Transform Mind, Body and Relationships  (1993)
- 魂の伴侶：傷ついた人生をいやす生まれ変わりの旅 (1996年) PHP研究所 ISBN 978-4569554020

魂の伴侶―ソウルメイト：傷ついた人生をいやす生まれ変わりの旅 (1999年、文庫判) ISBN 978-4569573090
Only Love Is Real: A Story of Soulmates Reunited (1996)
- 魂の療法 (2001年) PHP研究所 ISBN 978-4569615530

「前世」からのメッセージ (2004年、文庫判) ISBN 978-4569661728
Messages From the Masters: Tapping into the Power of Love (2001)
- 未来世療法：運命は変えられる (2005年) PHP研究所 ISBN 978-4569641850

未来世療法：運命は変えられる (2009年、文庫判) ISBN 978-4569672564
Same Soul, Many Bodies: Discover the Healing Power of Future Lives through Progression Therapy (2005)
- 奇跡が起こる前世療法 (2012年) エイミー・E・ワイス共著、PHP研究所 ISBN 978-4569808932

ワイス博士の奇跡は起こる：過去生の記憶が持つ意識変革のヒーリングパワー (2015年、文庫判) ISBN 978-4569762678
Miracles Happen: The Transformational Healing Power of Past Life Memories (2012)

### コミカライズ
- マンガで読む奇跡の物語 ワイス博士の前世療法 (2015年) 宝島社 ISBN 978-4800238603

漫画：石井香衣、原作 :『前世療法』(1991年) / Many Lives, Many Masters (1988)
- マンガで読むワイス博士の物語 ソウルメイト－愛こそが真実 (2018年) 静林書店 ISBN 978-4908012020

漫画：波多野秀行、監修：村井啓一、原作 :『魂の伴侶』(1996年) / Only Love Is Real (1996)

### CDブック
- ワイス博士の前世療法 (2006年) PHP研究所 ISBN 978-4569652535

Mirrors of Time: Using Regression for Physical, Emotional, and Spiritual Healing (2002)
- ワイス博士の瞑想法 (2007年) PHP研究所 ISBN 978-4569693712

Meditation: Achiving Inner Peace and Tranquility In Your Life (2002)
- ワイス博士のストレス・ヒーリング (2005年) PHP研究所 ISBN 978-4569646695

Eliminating Stress, Finding Inner Peace (2003)

### カード
- Healing the Mind and Spirit Cards (2003年、日本未発売)
- パストライフオラクルカード (2015年) ドリーン・バーチュー共著、奥野節子 訳、JMA・アソシエイツ ISBN 978-4904665817

パストライフオラクルカード (2020年、価格改定) ISBN 978-4908650833
Past Life Oracle Cards (2014) Lifestyles